# Pennisetum macrostachyum
Pennisetum macrostachyum là một loài thực vật có hoa trong họ Hòa thảo. Loài này được (Brongn.) Trin. mô tả khoa học đầu tiên năm 1834.